# 陳寬 (正統進士)
陳寬（1403年—？），字用弘，江西南昌府豐城縣人，民籍。明朝政治人物。進士出身。

## 生平
順天府鄉試第二十一名。正統十年（1445年）乙丑科會試第一百五十名，殿試登進士第三甲第四十四名。

## 家族
曾祖陳仕禮。祖父陳曳立。